# Marc Kennes
Marc Kennes (Wilrijk, 1962) is een Belgisch neo-expressionistische figuratieve kunstschilder en graficus. Hij is afkomstig uit Boom en woont en werkt in Borgerhout.

## Biografie
Marc Kennes groeide op in Boom, in de omgeving van de steenbakkerijen. Hij kende een moeilijke thuissituatie, kunst en cultuur was er niet aan de orde. Toch besliste hij al in zijn vroege jeugd kunstschilder te worden. Hij had een natuurlijke aanleg voor tekenen.
Vanaf zijn 12de jaar volgde hij in combinatie met zijn middelbare studies avondlessen aan de teken- en schilderschool in Niel en later ook in Wilrijk en aan de Koninklijke Academie voor Beeldende Kunsten van Mechelen. In deze opleidingen lag het accent op tekenen en schilderen van objecten en levend model. Na zijn humaniora behaalde hij in 1985 zijn masterdiploma in de Schone Kunsten aan de Koninklijke academie voor Schone Kunsten van Antwerpen. Hij werd onmiddellijk daarna geselecteerd voor een postacademische opleiding aan het Hoge Instituut voor Schone Kunsten van Antwerpen, waar hij in 1988 een postgraduaat behaalde. Hij combineerde zijn studies met allerlei jobs om in zijn levensonderhoud te voorzien.  
Hoewel hij zijn jeugd als enigszins traumatisch beschrijft, leidde dit niet tot verbittering. De noodzakelijke veerkracht en het doorzettingsvermogen om zijn doel te bereiken leidden tot een realistische en emotionele kijk op de samenleving die tot uiting komt in zijn werk. Ernest Van Buynder omschrijft het in zijn monografie over Marc Kennes als: “Bij Marc Kennes is artistieke kwaliteit onlosmakelijk verbonden met emotionele oprechtheid en waarheid: een gevoel voor de niet-homogene wereld.”
De jaren '80 was de periode van de conceptuele kunst en minimal art. Marc Kennes was een van de uitzonderingen die zich volledig en standvastig toelegden op de expressieve figuratieve kunst, het neo-expressionisme. Hij werd snel opgemerkt door Adriaan Raemdonck van de galerie De Zwarte Panter en kon er in 1986 voor de eerste keer7 deelnemen aan een groepstentoonstelling.  Hij kende onmiddellijk succes en kon zich als beroepskunstenaar vestigen. Kennes zou zijn ganse verdere carrière verbonden blijven aan de Zwarte Panter. In 1987 kreeg hij er zijn eerste solotentoonstelling. In 2025 stelde hij er voor de 19e maal tentoon, waarvan 13 keer solo, Dit was tevens zijn 70e tentoonstelling in België.
In 1988 kon hij in een groepstentoonstelling in Amsterdam voor het eerst zijn werk internationaal tonen. Hij stelde verder tentoon in Duitsland, Japan en  China, maar zijn internationale carrière concentreert zich in Zwitserland, waar hij door de "Espace Nicolas Shilling et Galerie" in Neuchâtel vertegenwoordigd wordt. Zijn werken zijn gegeerd bij kunstverzamelaars, waaronder de Zwitserse collectioneur Nicolas Schilling.
Marc Kennes is een schilder pur sang, die leeft voor zijn werk. Zijn schilderijen zijn het resultaat van een intensief en langdurig proces. Zijn kunstenaarswoning en atelier in Borgerhout noemt hij zijn biotoop.  Hij is tevens docent aan de academie van Schoten.

## Inspiratiebronnen

### Sjostakovitsj
Op zijn 19 jaar raakte Kennes gefascineerd door de muziek van Sjostakovitj, in het bijzonder de melancholische vijfde symfonie. Hij werkt dikwijls met muziek van Sjostakovitsj op de achtergrond. In beschrijvingen van zijn werk wordt dikwijls verwezen naar parallellen tussen zijn werk en deze muziek: intens, opgebouwd met tegenstrijdige emoties en opgebouwd in lagen. Vanaf 2010 probeerde Kennes de vijfde symfonie om te zetten in schilderkunst. De ritmeveranderingen in de muziek vertaalde hij door veranderingen van kleur en vorm. De hevige contrasten, de verwarring, de dualiteit, de strijd om te overleven maakte hij zichtbaar door het gebruik van horizontale en verticale lijnen, die zijn werken leken te doorklieven. Dit experiment leidde tot drie reeksen: “A tribute to Sjostakovitsj” in 2013, “Bright absent” in 2015 en de reeks "Territorium" die te zien op het festival van Watou van 2018.

### Mythologie, bijbel, La divina commedia, Goya
Naast Sjostakovitsj haalt Kennes zijn inspiratie uit de Romeinse en Griekse mythologie, de bijbel en literatuur.
Medea is een terugkerend onderwerp, het verhaal “Judit en Holofernes” uit het Oude Testament  lag aan de basis van een triptiek die opgenomen is in de kunstcollectie van de Universiteit van Antwerpen. "La divina commedia" of "De goddelijke komedie" van Dante Alighieri, een  werk dat hij tientallen keren heeft gelezen, bezorgde hem een inzicht in de duistere en mystieke kanten van de mens, een terugkerend element in zijn werk. Om dezelfde redenen zijn de etsen van Goya de belangrijkste inspiratiebron voor zijn grafisch werk.

## Oeuvre
Het oeuvre van Marc Kennes is zeer consistent.  Hij laat zich niet beïnvloeden door actuele tendensen, maar bouwt zijn eigen stijl consequent uit met de enige ambitie om steeds beter te worden. 
Aanvankelijk maakte hij van zijn schilderen een soort performance, een drang om zich te manifesteren, die uitgedrukt werd in titels als "Geronnen geheugen", "Grote verwachtingen" en "De verloren zoon".
Later werd hij rustiger en contemplatief van aard. Elk werk is het resultaat van een weloverwogen maandenlang proces, waarin hij vooral onderzoekt hoe een schilderij zijn diepste emoties kan weergeven. Hij maakt steeds een voorstudie met acrylverf op doek.
Elke verfstreep, elke lijn is goed doordacht, niettegenstaande zijn werken de indruk geven snel en spontaan geschilderd te zijn. Zijn olieverfschilderijen en acrylschilderijen zijn opgebouwd in talrijke lagen, doorgaans 20 tot 50 lagen boven elkaar tot wanneer het juiste kleurcontrast bereikt is en de afbeelding die hij wil tonen naar boven is gekomen. Hij besteedt veel aandacht aan het mengen van verf. Zijn werken zijn kleurrijk, met soms een opvallend en ongewoon coloriet, die volgens zijn stemming varieert van sombere tot helle kleuren.  Het scheppingsproces is voor hem een emotionele en intense beleving. Hij schildert zijn schilderijen op de grond, dikwijls met gebruik van de drippingtechniek.
Zijn werken lijken op visioenen en fantasieën van steden, landschappen, planten, erotische taferelen en portretten. Ze zijn een combinatie van figuratieve en abstracte elementen. Het ruige karakter, de pijn die de mens ervaart en de getormenteerde mens zijn vaste thema's. Melancholie is de rode draad van de emoties die hij wil weergeven. De mens neemt een centrale plaats in, zelfs zijn landschappen worden opgebouwd op basis van menselijke karaktertrekken. In de reeks over Sjostakovitsj gebruikt hij in zijn landschappen kleurvlakken om het ritme van de symfonie weer te geven. Zijn werken zitten vol contrasten, zoals schoonheid en verval en angst en wanhoop.
Zijn schilderijen zijn soms van een zeer groot formaat, maar hij schildert ook kleinere werken.
Voor zijn etsen gebruikt hij de klassieke techniek. Hierdoor staat het herkenbare figuratieve beeld centraal, hoewel de thema's dezelfde zijn als op zijn doeken.

## Collecties (selectie)
- MHKA[15]
- Universiteit Antwerpen[9]
- Espace Schilling Neuchâtel[6]

## Reeksen
- Academie studies (1983-1986)
- Geronnen geheugen (1994-2001)
- Streetlife (2002-2003)
- Judith en Holofernes (1999)
- Inferno (divina comedia) (2005-2006)
- Nudes (2007)
- Medea (2010)
- Frequency 1-7 (2011)
- Requiem for M (2009-2011)[16]
- The painter's scientist/Tribute to Shostakovich  (2013)
- Road to El Rocio (2013-2015)
- Bright Absent (2013-2015)
- Territorium (2016-2018)
- Frequency of light (2019)
- The hidden truth (2020-2021)
- Blue Fever (2022-2023)
- The evening walk (2024-2025)

## Tentoonstellingen
Website van de kunstenaar